# Ultra-Romantismo
Ultra-Romantismo ist ein Terminus, der in der portugiesischen Literaturkritik seit den 1830er Jahren (A. Feliciano de Castilho, Almeida Garrett) benutzt wird, er entspricht in etwa dem Begriff der Schwarzen Romantik der deutschen und englischen Literaturgeschichte.
Von Teófilo Braga wurde er in die portugiesische Literaturwissenschaft eingeführt und dient nun zur pejorativen Charakterisierung der mediävalisierenden Schauerromantik mit ihren Kastellen, fürchterlichen Schwüren um Mitternacht, grausamen Feudalherren, aber auch Kreuzrittern und Trobadors und unglücklichen Liebenden, die ihre sündige Leidenschaft in klösterlicher Einsamkeit büßen. Wegen seiner Mehrdeutigkeit ist der Begriff in der literaturwissenschaftlichen Praxis, obwohl verbreitet, kaum brauchbar.